# Hiromitsu Isogai
Hiromitsu Isogai (jap. 礒貝 洋光, Isogai Hiromitsu; * 19. April 1969 in Ogawa (heute: Uki), Präfektur Kumamoto) ist ein ehemaliger japanischer Fußballspieler. Beim König-Fahd-Pokal 1995 absolvierte er zwei Länderspiele, die die einzigen Einsätze für sein Heimatland blieben. Nach seinem Karriereende als Fußballspieler versuchte er sich als professioneller Golfspieler.

## Vereinskarriere

### Karrierebeginn in der Präfektur Kumamoto
Der im Jahre 1969 in der damals noch eigenständigen Stadt Ogawa in der südjapanischen Präfektur Kumamoto geborene Isogai wuchs in seiner Heimatstadt auf und absolvierte dort auch einen Teil seiner Schulausbildung. In der im Jahre 2005 mit den Städten Misumi und Shiranuhi sowie den beiden anderen Städten Matsubase und Toyono zur neuen knapp 60.000-Einwohner-Stadt Uki zusammengeschlossenen Stadt Ogawa besuchte er unter anderem von 1982 bis 1984 die lokale Mittelschule. Danach besuchte er ab 1985 die Teikyō-Oberschule, die in ihrem Umfang zur Teikyō-Universität mit Sitz in der Hauptstadt Tokio gehört, und auf der er auch im schulinternen Fußballteam eingesetzt wurde. Bereits zuvor war er in seiner Kindheit bzw. auch an der Junior High als Fußballspieler aktiv gewesen und hatte dabei zumeist offensive Positionen inne. An der Mittelschule Ogawa war Isogai nicht der einzige prominente Absolvent, auch Fußballspieler wie Seiichirō Maki oder Yūki Maki sowie deren Schwester, die professionelle Handballspielerin Karina Maki, besuchten die Schule in der ehemaligen Kleinstadt. Nach seinem Abschluss an der Teikyō-Oberschule im Jahre 1987, zog es ihn noch im gleichen Jahr an die private Tokioter Tōkai-Universität, an der er bis 1991 tätig war und parallel dazu auch an der Universitätssportabteilung im Fußballbereich zum Einsatz kam. Im Jahre 1991 verbrachte er ein Semester als Austauschstudent in Spanien. Während seiner zum Teil recht erfolgreichen Schulzeit und der Zeit an der Universität noch als Stürmer im Einsatz, etablierte er sich nach der Aufnahme in den Profikader von Gamba Osaka als klassischer Spielmacher im offensiven Mittelfeld.

### Als Spielmacher in Osaka
Während der spätere Verein Gamba Osaka noch unter dem Namen Matsushita Electric in der ehemals höchsten Spielklasse im japanischen Fußball, der Japan Soccer League, vertreten war, die in diesem Jahr ihre letzte Saison ausspielte, blieb Hiromitso Isogai einsatzlos, brachte es aber einige Male auf die Ersatzbank. Obgleich er während seiner Zeit in Osaka einigen Unregelmäßigkeiten und Formtiefs unterlag, war Isogais Schussgenauigkeit mit dem rechten wie dem linken Fuß annähernd gleich, was er oftmals auch durch präzise Freistöße demonstrierte. Erste Einsätze für das Profiteam hatte der Offensivakteur dennoch noch im Jahre 1992, als er in der Saisonvorbereitung gegen Teams wie Spartak Moskau eingesetzt wurde. Weitere Einsätze im Kaiserpokal und im Yamazaki Nabisco Cup folgten für ihn im weiteren Saisonverlauf. Bereits im ersten Profijahr konnte Isogai seinen ersten und bis zu seinem Wechsel auch einzigen Titel mit Gamba Osaka feiern, den Sieg im Queen’s Cup in Thailand. Unter dem einstigen Stürmerstar und seit den 1970ern als Fußballtrainer agierenden Kunishige Kamamoto gab er schließlich im Spieljahr 1993, der ersten Spielzeit der neugegründeten J. League, seine Profiligadebüt. Dabei wurde Hiromitsu Isogai in insgesamt 28 Ligapartien eingesetzt, während denen er sechs Tore erzielte. Im Laufe der Jahre entwickelte er sich rasch zu einer Stammkraft im offensiven Mittelfeld des Klubs, der es jedoch nie zu übermäßigem Erfolg brachte, und war einige Zeit lang sogar als Mannschaftskapitän im Einsatz. 1994 wurde Isogai gar in 40 Ligapartien eingesetzt, in denen er abermals sechs Tore beisteuerte. Im darauffolgenden Spieljahr absolvierte er sein offensivstärkstes Jahr, als er 37 Ligaspiele absolvierte und 13 Tore ins gegnerische Tor hämmerte. Zudem absolvierte er vier Spiele im Kaiserpokal, in denen er ebenso viele Tore erzielte und mit der Mannschaft nur knapp mit 1:2 gegen Sanfrecce Hiroshima im Halbfinale ausschied. Danach nahm/en seine Torgefährlichkeit wie auch seine Einsatzzahlen ab, wobei er es 1996 nur mehr auf 20 Meisterschaftseinsätze und einen Treffer brachte. Daneben erzielte er jeweils zwei Treffer im Kaiserpokal und im Yamazaki Nabisco Cup des gleichen Jahres.

### Frühes Karriereende bei den Urawa Red Diamonds
Nach einem Wechsel zu den Urawa Red Diamonds kurz vor der Saison 1997 nahmen Isogais Einsatzzahlen weiterhin drastisch ab, was vor allem aufgrund einiger schwerwiegender Verletzungen zurückzuführen war, die ihn beinahe die gesamte Saison ausfielen ließen. Bis zum Saisonende brachte er es auf zehn Ligapartien, bei denen ihm immerhin noch drei Treffer gelangen. Zur Spielzeit 1998 nur noch als verletzter Ersatz beschloss er seine aktive Karriere aufgrund der Aussichtslosigkeit noch einmal den Durchbruch im Profifußball zu schaffen vorzeitig zu beenden. Zu diesem Zeitpunkt war der beidfüßig agierende Offensivakteur gerade 29 Jahre alt.

## Nationalmannschaftskarriere
Bereits in noch jungen Jahren wurde Isogai für sein Heimatland eingesetzt und nahm dabei unter anderem an Spielen der U-17-Auswahl Japans teil. Außerdem wurde der Spieler mit der klassischen Nummer 10, die er eigentlich während seiner gesamten Karriere als Aktiver trug, während seiner High-School-Zeit um das Jahr 1986 in der japanischen Juniorennationalmannschaft eingesetzt. Im Jahre 1995 wurde Hiromitsu Isogai vom neuen Trainer Shū Kamo ins japanische Aufgebot geholt, dass am König-Fahd-Pokal 1995 teilnahm und das Turnier als schlechtestes Team abschloss. Als Teil des 20-Mann-Kaders wurde die Offensivkraft in beiden Gruppenspielen Japans eingesetzt, die zum einen mit 0:3 gegen Nigeria und zum anderen mit 1:5 gegen Argentinien verloren wurden. Sein A-Länderspieldebüt gab er dabei am 6. Januar 1995 im Spiel gegen Nigeria, als er ab der zweiten Hälfte für Ruy Ramos auf den Rasen kam. Beim Spiel gegen Argentinien war er über die volle Spieldauer im Einsatz.

## Das Leben danach
Nach seinem offiziellen Karriereende war Isogai nur noch im Amateur- bzw. Hobbyfußball aktiv. Obgleich nicht Mitglied der Professional Golfers’ Association of Japan beschloss er im fortgeschrittenen Alter sich als professioneller Golfspieler zu versuchen und hatte dabei mäßigen Erfolg. Im Laufe der Zeit nahm er schließlich auch an der renommierten Japan Golf Tour teil oder an anderen wichtigen Turnieren, wie dem Diamond Cup Golf oder den heute nicht mehr existierenden Macau Open. Im Jahre 2009 war er unter anderem in der seit Ende der 1980er bzw. Anfang der 1990er produzierten Show Tantei! Night Scoop (探偵!ナイトスクープ, Tantei! Naito Sukūpu) zu sehen. Als Spieler von Gamba Osaka veröffentlichte der Verein im Jahre 1994 einen Song, bei dem Isogai neben einigen Teamkameraden als Sänger zum Einsatz kam. Der Song wurde laut dem Radiosender FM802 aus Osaka 30.000 Mal verkauft und rangierte zudem auf Platz 23 der Osakan Hot 100 und war danach weitere 18 Wochen in den Top 100 vertreten.